# 7 de março
7 de março é o 66.º dia do ano no calendário gregoriano (67.º em anos bissextos). Faltam 299 dias para acabar o ano.

## Eventos históricos

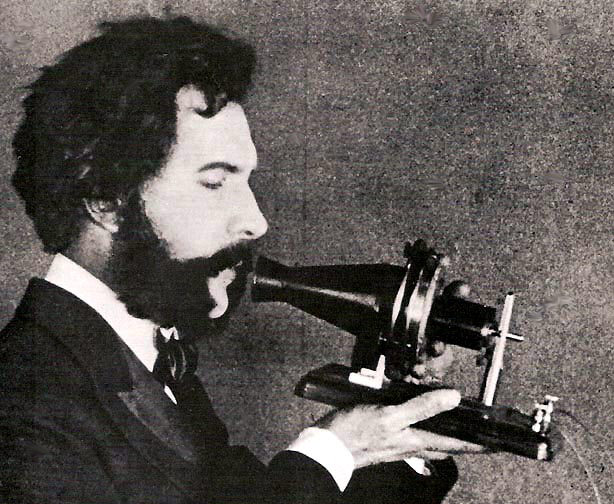
1876: Alexander Graham Bell falando no modelo protótipo do telefone (ator, 1926)

1953: Animação de uma rotação da estrutura do DNA

- 0161 — O imperador romano Antonino Pio morre e é sucedido por seus filhos adotivos Marco Aurélio e Lúcio Vero, um arranjo político sem precedentes no Império Romano.
- 0238 — Súditos romanos da África Proconsular se revoltam contra Maximino Trácio e elegem Gordiano I como imperador.
- 0321 — O imperador romano Constantino decreta que o dia do Deus Sol Invicto (domingo) é o dia de descanso no Império.
- 1138 — Conrado III da Germânia foi eleito rei da Alemanha em Coblenz na presença do legado papal Theodwin.[1]
- 1277 — A Universidade de Paris emite a última de uma série de condenações de várias teses filosóficas e teológicas.
- 1553 — Luís de Camões recebe carta de perdão (estava preso após luta de espadas com certo Gonçalo Borges, em 16 de junho de 1552).
- 1557 — Chega à Baía de Guanabara um grupo de huguenotes, ironicamente sob a liderança do católico Nicolas Durand de Villegagnon.
- 1573 — Um tratado de paz é assinado entre o Império Otomano e a República de Veneza, encerrando a Guerra Otomano-Veneziana e deixando Chipre nas mãos dos otomanos.
- 1761 — Criação por carta régia do Real Colégio dos Nobres, em Portugal, o qual começaria a funcionar em 1766.
- 1774 — Os britânicos fecham o porto de Boston para o comércio.
- 1799 — Napoleão Bonaparte captura Jafa na Palestina.
- 1808 — Príncipe João Maria de Bragança, atuando como regente pois sua mãe Rainha Maria I de Portugal havia sido declarada mentalmente incapaz, autoriza a instalação de estabelecimentos industriais em qualquer lugar do Brasil.
- 1810 — Rodrigo de Sousa Coutinho consegue conduzir Príncipe João Maria de Bragança a divulgar uma carta Régia, que defende uma crítica do sistema mercantilista, desarmamento alfandegário, prioridade conferida à agricultura numa primeira fase de acumulação de capitais, desenvolvimento sucessivo do comércio e da indústria.
- 1815 — Napoleão Bonaparte encontra as tropas do 5.º Regimento enviado por Luís XVIII de França em Grenoble e as convence a se unirem a ele na sua marcha para Paris.
- 1861 — Ato assinado em Turim declara que o cume do Monte Branco, a mais alta montanha da Europa Ocidental, é a divisa entre a França e a Itália.
- 1876 — Alexander Graham Bell patenteia uma invenção, que ele chama de "telefone".
- 1900 — O transatlântico alemão SS Kaiser Wilhelm der Grosse torna-se o primeiro navio a enviar sinais telegráficos sem fio à costa.
- 1912 — Roald Amundsen anuncia que sua expedição alcançou o Polo Sul em 14 de dezembro de 1911.
- 1914 — Príncipe Guilherme de Wied chega na Albânia e dá início a seu governo como rei.
- 1918 — Primeira Guerra Mundial: a Finlândia faz uma aliança com a Alemanha.
- 1928 — Publicada a primeira edição do jornal brasileiro Estado de Minas.
- 1936 — Prelúdio da Segunda Guerra Mundial: violando os tratados de Locarno e de Versalhes, a Alemanha reocupa a Renânia.
- 1940 — Guerra de Inverno: duas divisões soviéticas chegam à margem setentrional da baía de Vyborg e rompem a linha de defesa finlandesa.
- 1941 — Günther Prien e a tripulação do submarino alemão U-47, um dos submarinos de maior sucesso da Segunda Guerra Mundial, desaparecem sem deixar vestígios.
- 1945 — Segunda Guerra Mundial: tropas americanas capturam a Ponte de Remagen sobre o rio Reno em Remagen.
- 1950 — Guerra Fria: a União Soviética emite um comunicado negando que Klaus Fuchs serviu como espião soviético.
- 1953 — O estado-unidense James Watson e o britânico Francis Crick decifram a estrutura de dupla hélice para o DNA.
- 1957 — Primeira transmissão em directo e início das emissões regulares da Rádio e Televisão de Portugal (RTP).
- 1965 — Domingo Sangrento: um grupo de 600 manifestantes dos direitos civis é brutalmente atacado por policiais estaduais e locais em Selma, Alabama, Estados Unidos.
- 1980 — Início das emissões regulares a cores da RTP.
- 1989
  - O Irã e o Reino Unido rompem relações diplomáticas após o caso Salman Rushdie e seu controverso livro, The Satanic Verses.
  - O Conselho de Estado da China decreta lei marcial em Lhasa, Tibete.
- 1994 — Nelson Mandela, líder do Congresso Nacional Africano, rejeita a proposta de dividir a África do Sul.
- 1996 — Palestina: constitui-se o primeiro parlamento eleito democraticamente.
- 2007 — Voo Garuda Indonesia 200 cai no Aeroporto Internacional Adisutjipto, na Região Especial de Joguejacarta, Indonésia, matando 21 pessoas.
- 2009 — Lançamento do observatório espacial Kepler, projetado para descobrir planetas semelhantes à Terra orbitando em outras estrelas.
- 2024 — Suécia torna-se integrante da Organização do Tratado do Atlântico Norte como 32.º membro da organização.

## Nascimentos

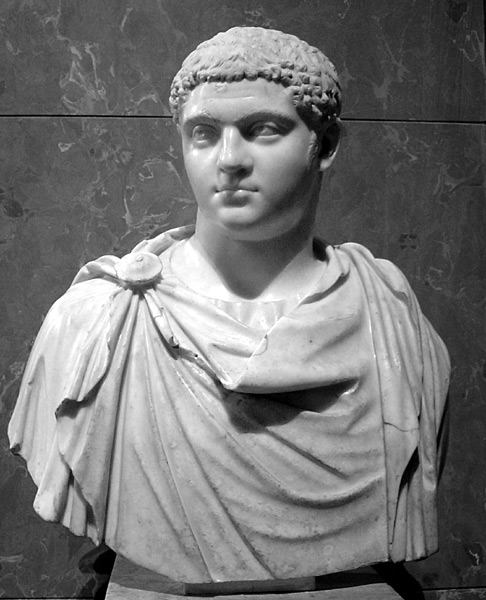
Públio Sétimo Geta

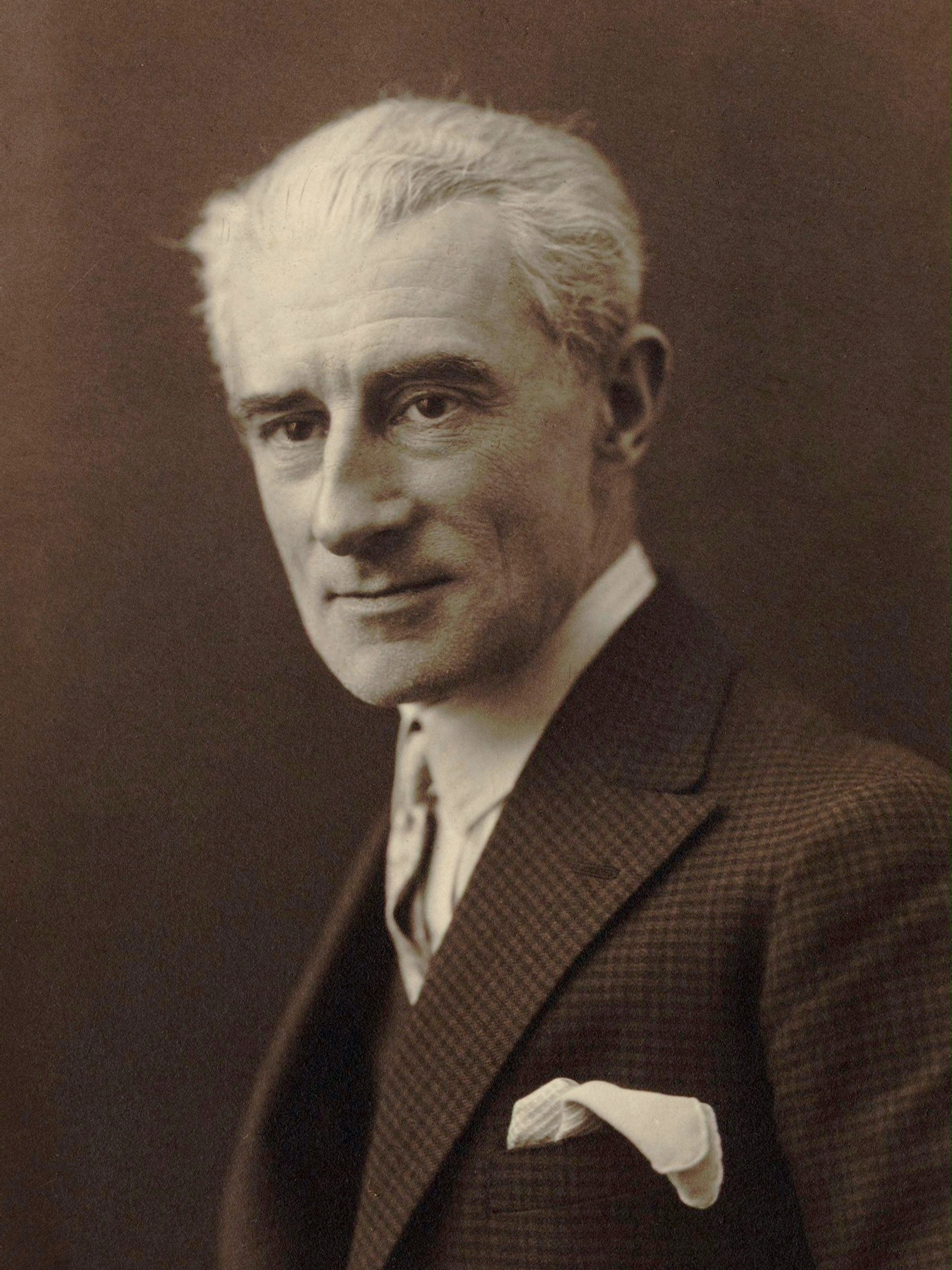
Maurice Ravel

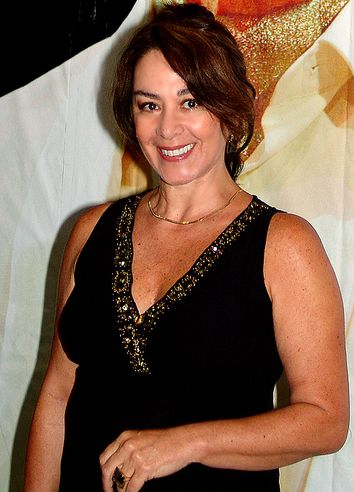
Nívea Maria

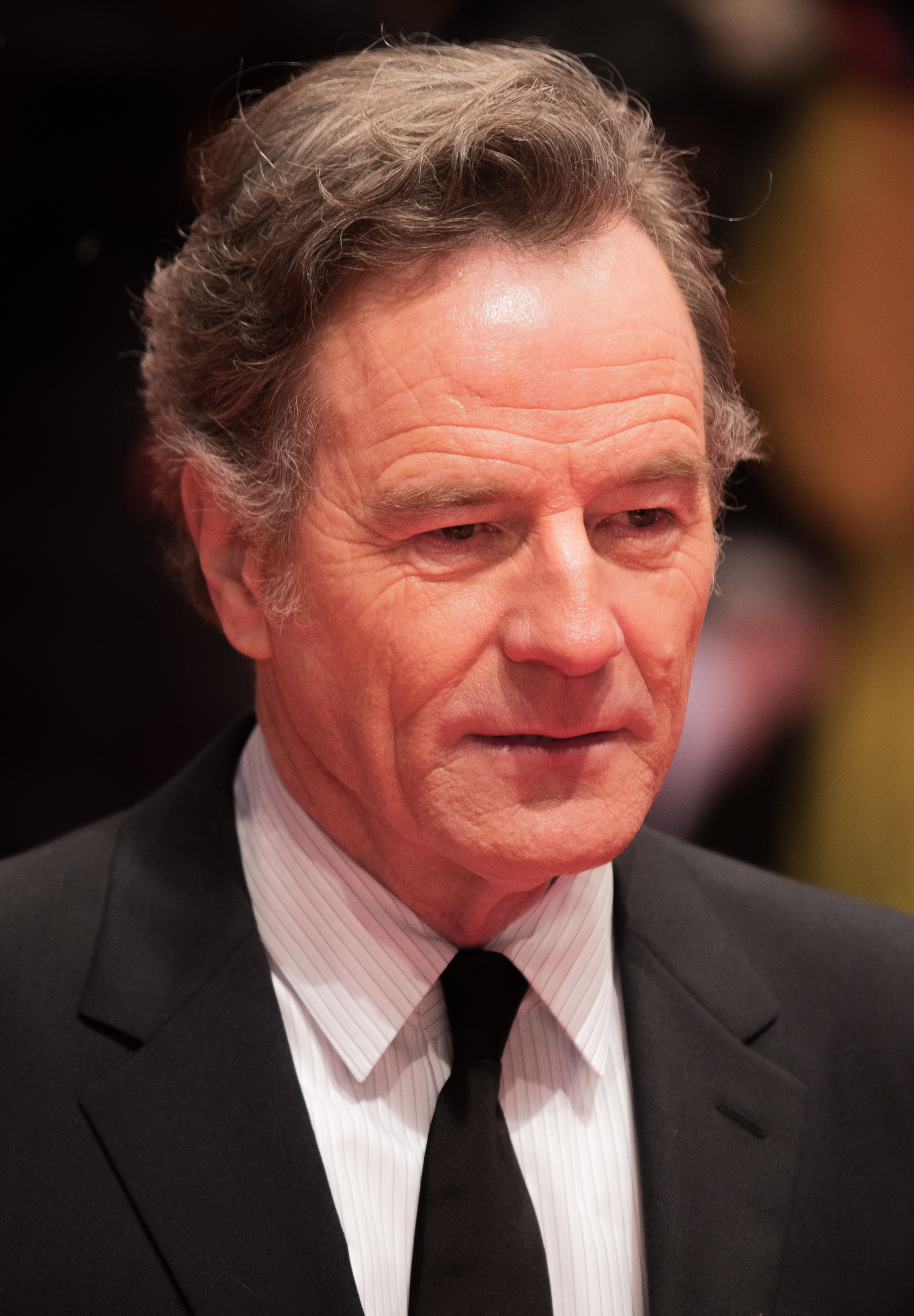
Bryan Cranston

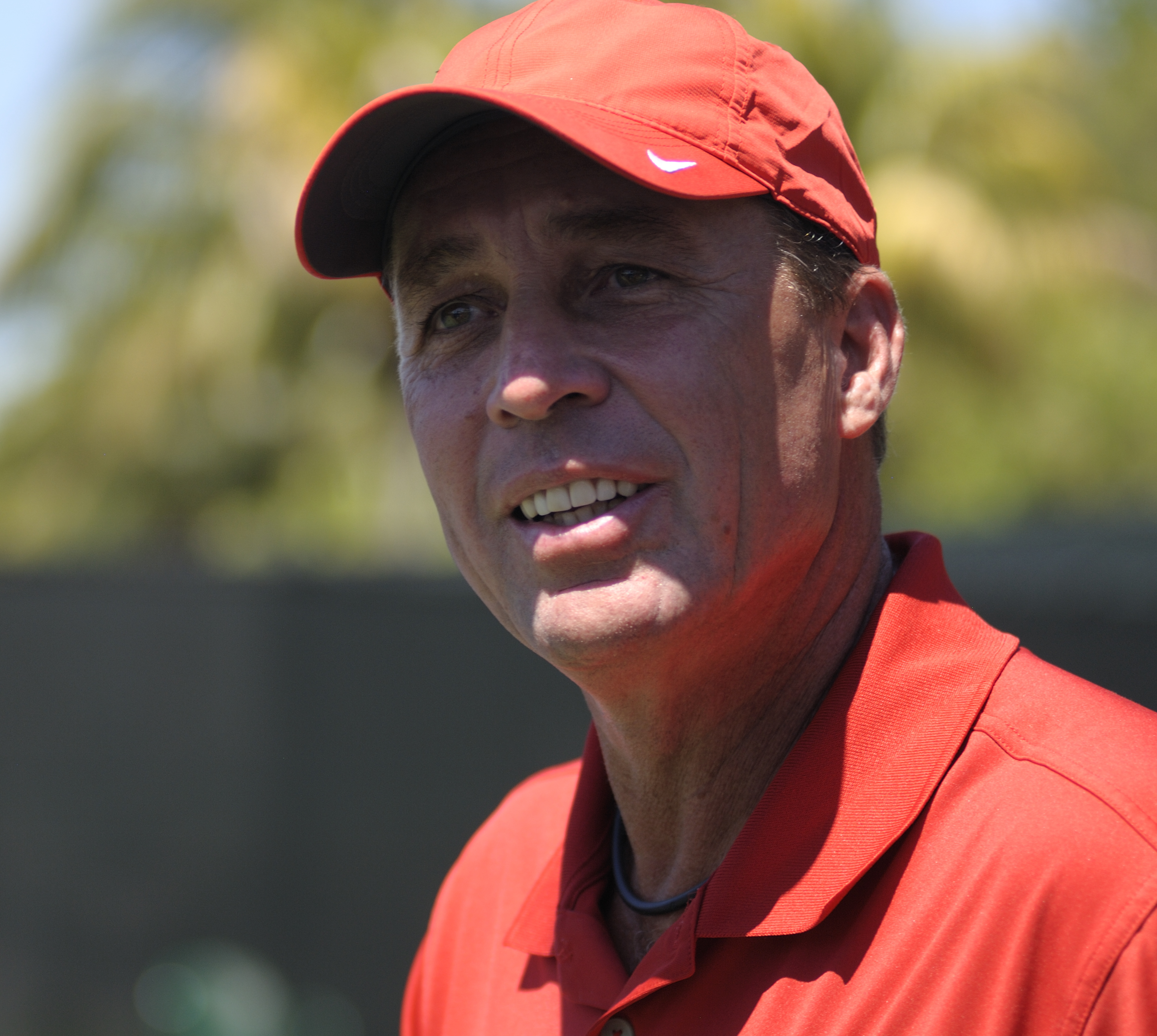
Ivan Lendl

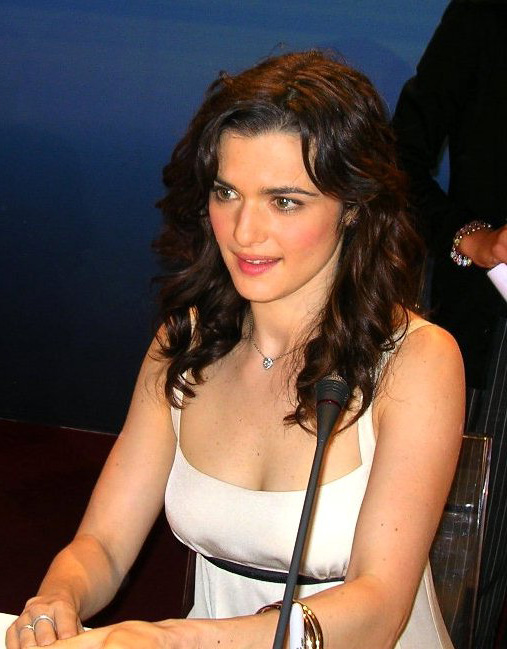
Rachel Weisz

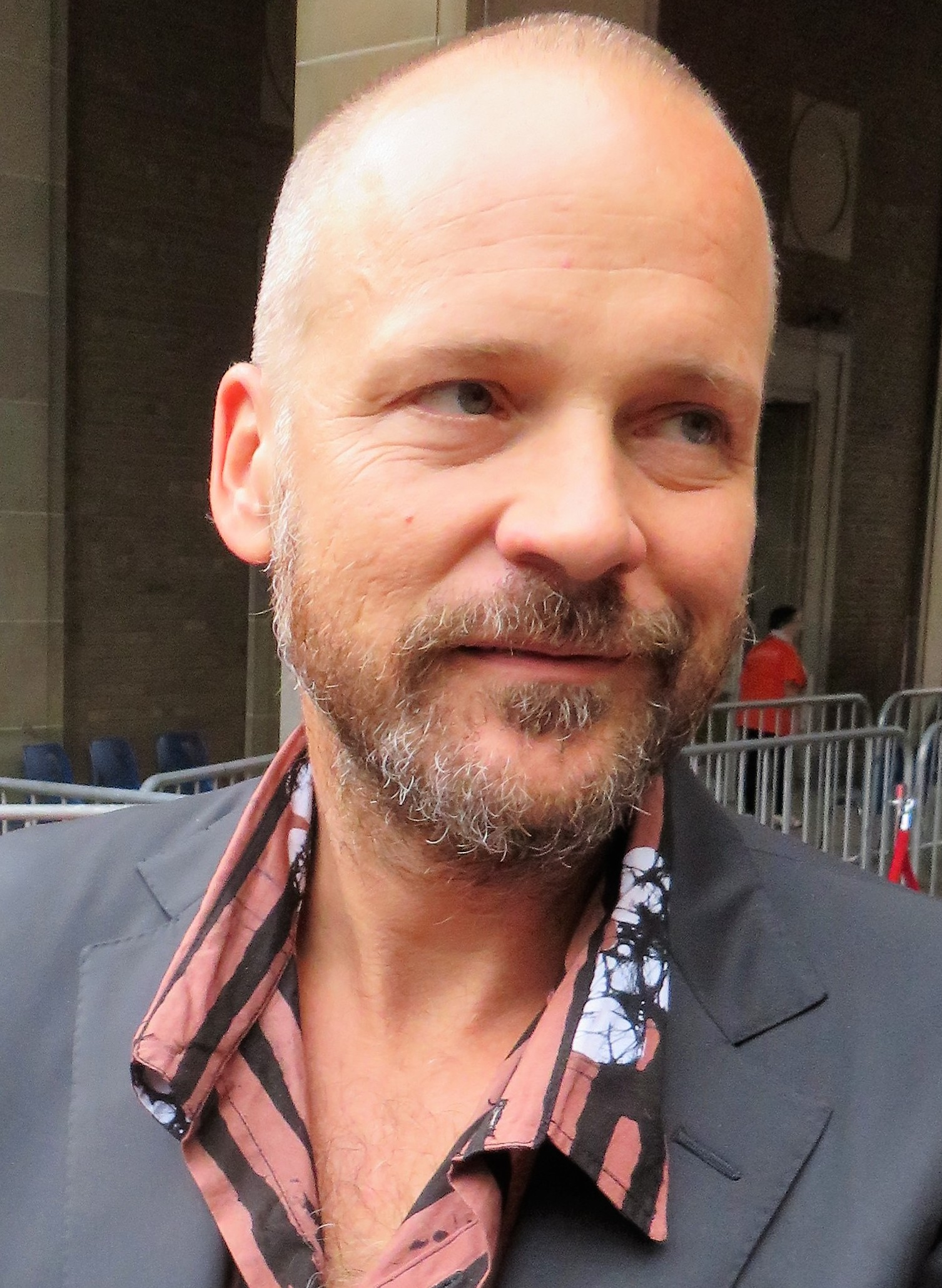
Peter Sarsgaard

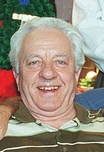
Rogério Cardoso

### Anteriores aoséculo XIX
- 0148 — Lucila, imperatriz-consorte romana (m. 182).
- 0189 — Públio Sétimo Geta, imperador romano (m. 211).
- 0570 — Quildeberto II, rei merovíngio da Austrásia (m. 595).
- 1419 — Matilde do Palatinado, condessa do Palatinado (m. 1482).
- 1437 — Ana da Saxônia, eleitora de Brandemburgo (m. 1512).
- 1481 — Baldassare Peruzzi, pintor e arquiteto italiano (m. 1537).
- 1507 — Madalena da Saxônia, eleitora de Brandemburgo (m. 1534).
- 1543 — João Casimiro do Palatinado-Simmern, príncipe alemão (m. 1592).
- 1671 — Robert Roy MacGregor, fora da lei escocês (m. 1734).
- 1678 — Filippo Juvarra, arquiteto italiano (m. 1736).
- 1693 — Papa Clemente XIII (m. 1769).
- 1699 — António Nunes Ribeiro Sanches, médico e intelectual português (m. 1783).
- 1722 — Louis-Jacques Goussier, ilustrador e enciclopedista francês (m. 1799).
- 1723 — Vítor Amadeu, Duque de Aosta (m. 1725).
- 1727 — André Morellet, economista e escritor francês (m. 1819).
- 1747 — Francisco de Paula Leite de Sousa, militar e nobre português (m. 1833).
- 1761 — Antoine François Andréossy, general e diplomata francês (m. 1828).
- 1764 — Pierre-Marc-Gaston de Lévis, político francês (m. 1830).
- 1765 — Joseph Nicéphore Niépce, inventor francês (m. 1833).
- 1768 — Joaquim José Pereira de Faro, nobre brasileiro (m. 1843).
- 1778
  - João de Carvalhal, nobre e político português (m. 1837).
  - Carl Bernhard von Trinius, botânico alemão (m. 1844).
- 1780 — Alexandre Deschapelles, enxadrista francês (m. 1847).
- 1785 — Alessandro Manzoni, escritor e poeta italiano (m. 1873).
- 1788 — Antoine César Becquerel, físico e bioquímico francês (m. 1878).
- 1792 — John Herschel, matemático e astrônomo britânico (m. 1871).
- 1793 — Eduard von Bonin, militar prussiano (m. 1865).

### Século XIX
- 1802 — Edwin Landseer, pintor e escultor britânico (m. 1873).
- 1807 — Joseph Decaisne, botânico e agrônomo francês (m. 1882).
- 1824 — Delfino Codazzi, matemático italiano (m. 1873).
- 1830 — Manuel Antônio da Rocha Faria, militar, político e nobre brasileiro (m. 1894).
- 1835 — Antônio Carlos de Mariz e Barros, militar brasileiro (m. 1866).
- 1837 — Henry Draper, físico e astrônomo estado-unidense (m. 1882).
- 1842 — Bernardo Augusto de Madureira e Vasconcelos, teólogo, poeta e escritor português (m. 1926).
- 1843 — José Tomás de Sousa Martins, médico português (m. 1897).
- 1845 — Daniel David Palmer, quiropraxista canadense (m. 1913).
- 1848 — Silviano Brandão, médico e político brasileiro (m. 1902).
- 1849 — Luther Burbank, botânico e escritor estado-unidense (m. 1926).
- 1850 — Tomáš Masaryk, sociólogo e político austríaco-tcheco (m. 1937).
- 1855
  - Marie-Joseph Lagrange, teólogo francês (m. 1938).
  - Karl von den Steinen, explorador e antropólogo alemão (m. 1929).
  - Robert de Montesquiou, poeta francês (m. 1921).
- 1857 — Julius Wagner von Jauregg, médico e acadêmico austríaco, ganhador do Prêmio Nobel (m. 1940).
- 1864 — Guilherme de Hohenzollern, nobre alemão (m. 1927).
- 1865 — Jean Massart, botânico belga (m. 1925).
- 1870
  - Ernst Leonard Lindelöf, matemático finlandês (m. 1946).
  - Joseph Burtt Davy, botânico e agrostólogo britânico (m. 1940).
- 1872 — Piet Mondrian, pintor neerlandês-americano (m. 1944).
- 1875 — Maurice Ravel, pianista, compositor e maestro francês (m. 1937).
- 1878 — Boris Kustodiev, pintor e cenógrafo russo (m. 1927).
- 1879 — Artur de Sales, poeta, tradutor e escritor brasileiro (m. 1952).
- 1882 — Nicolau de Araújo Vergueiro, médico e político brasileiro (m. 1956).
- 1886 — Geoffrey Ingram Taylor, físico e matemático britânico (m. 1975).
- 1887 — Stuart Carvalhais, artista português (m. 1961).
- 1889 — Ioan Mihail Racoviţă, militar romeno (m. 1954).
- 1895 — Neco, futebolista brasileiro (m. 1977).
- 1898 — Jan Antonín Baťa, empresário brasileiro (m. 1965).
- 1899 — Charles Warren Thornthwaite, climatologista e geógrafo estado-unidense (m. 1963).
- 1900
  - Fritz London, físico estado-unidense (m. 1954).
  - Herbert Blumer, sociólogo estado-unidense (m. 1987).

### Século XX

#### 1901–1950
- 1901 — Isabel de Luxemburgo (m. 1950).
- 1903 — Thomas Yellowtail, pajé e líder espiritual ameríndio (m. 1993).
- 1904
  - Reinhard Heydrich, oficial alemão (m. 1942).
  - Ivar Ballangrud, patinador de velocidade norueguês (m. 1969).
- 1908
  - Anna Magnani, atriz italiana (m. 1973).
  - Ziembinski, ator e diretor de teatro, cinema e televisão brasileiro (m. 1978).
  - Oscar Pedroso Horta, político brasileiro (m. 1975).
- 1913 — Harry Andersson, futebolista sueco (m. 1941).
- 1915 — Jacques Chaban-Delmas, general e político francês (m. 2000).
- 1917
  - Betty Holberton, engenheira e programadora americana (m. 2001).
  - Péricles Moreira da Rocha, político brasileiro (m. 2000).
- 1918 — Börje Leander, futebolista sueco (m. 2003).
- 1919 — Lars Gårding, matemático sueco (m. 2014).
- 1920 — Willie Watson, futebolista, treinador de futebol e jogador de críquete britânico (m. 2004).
- 1922
  - Olga Ladyzhenskaya, matemática e acadêmica russa (m. 2004).
  - Andy Phillip, jogador e treinador de basquete americano (m. 2001).
  - Umberto Betti, religioso italiano (m. 2009).
- 1924
  - Kobo Abe, escritor e dramaturgo japonês (m. 1993).
  - Boris Markov, ator russo (m. 1977).
- 1925
  - João Evangelista Martins Terra, religioso brasileiro (m. 2022).
  - Abdala Mameri, poeta, historiador e político brasileiro (m. 1998).
- 1926 — Ernst Ocwirk, futebolista e treinador de futebol austríaco (m. 1980).
- 1927
  - José Montes Paixão, político brasileiro (m. 2004).
  - James Broderick, ator e diretor estado-unidense (m. 1982).
  - Víctor Brown, futebolista boliviano (m. ?).
- 1928
  - Domenico Calabrone, escultor e pintor brasileiro (m. 2000).
  - Paulo Melro, político brasileiro (m. 2011).
- 1930
  - Antony Armstrong-Jones, 1.º Conde de Snowdon, fotógrafo e político britânico (m. 2017).
  - Luís Trochillo, futebolista brasileiro (m. 1998).
  - Stanley Miller, químico e biólogo estado-unidense (m. 2007).
- 1931
  - Mady Mesplé, cantora lírica francesa (m. 2020).
  - Atsuko Ikeda, princesa japonesa.
  - Walter Taibo, futebolista uruguaio (m. 2021).
- 1933
  - Walter Silva, jornalista e produtor musical brasileiro (m. 2009).
  - Álvaro Correia, político brasileiro (m. 2023).
  - Jackie Blanchflower, futebolista e contador britânico (m. 1998).
- 1934
  - Willard Scott, ator e personalidade da televisão americano (m. 2021).
  - Ekrem Bora, ator turco (m. 2012).
- 1936
  - Georges Perec, escritor e roteirista francês (m. 1982).
  - Julio Terrazas Sandoval, religioso boliviano (m. 2015).
- 1937
  - Georgi Tringov, enxadrista búlgaro (m. 2000).
  - Rogério Cardoso, ator e humorista brasileiro (m. 2003).
- 1938
  - David Baltimore, biólogo e acadêmico americano, ganhador do Prêmio Nobel.
  - Janet Guthrie, ex-automobilista americana.
  - Albert Fert, físico francês.
  - Derviş Eroğlu, político cipriota.
- 1939 — Panajot Pano, futebolista albanês (m. 2010).
- 1940
  - Daniel J. Travanti, ator americano.
  - Alejandro Goić Karmelić, religioso chileno.
  - Viktor Savinykh, cosmonauta russo.
- 1941
  - Piers Paul Read, historiador e escritor britânico.
  - Astorige Correa, militar brasileiro.
  - John C. Malone, empresário estado-unidense.
- 1942
  - Michael Eisner, empresário estado-unidense.
  - Tammy Faye Messner, personalidade da televisão e apresentadora de talk show americana (m. 2007).
- 1943
  - Turibio Santos, violonista brasileiro.
  - Bob Avakian, ativista político estado-unidense.
- 1944 — Ranulph Fiennes, explorador e escritor britânico.
- 1945
  - Bob Herbert, jornalista americano.
  - Arthur Lee, cantor, compositor e músico americano (m. 2006).
  - Rubens Ewald Filho, jornalista brasileiro (m. 2019).
- 1946
  - Daniel Goleman, psicólogo estado-unidense.
  - Matthew Fisher, instrumentista, cantor e compositor britânico.
  - Carlos Reinoso, ex-futebolista chileno.
  - John Heard, ator e produtor estado-unidense (m. 2017).
- 1947
  - Nívea Maria, atriz brasileira.
  - Jane Relf, cantora estado-unidense.
  - Walter Röhrl, ex-automobilista alemão.
  - Ginny Duenkel, ex-nadadora estado-unidense.
- 1948
  - Danilo Caymmi, músico, cantor, compositor e arranjador brasileiro.
  - Sima, ex-futebolista brasileiro.
  - Vivian Joseph, ex-patinadora artística americana.
- 1949
  - José Carlos Fernandes Chacon, político brasileiro.
  - Leopoldo José Brenes Solórzano, religioso nicaraguense.
- 1950
  - Billy Joe Dupree, ex-jogador de futebol americano estado-unidense.
  - Franco Harris, jogador de futebol americano estado-unidense (m. 2022).

#### 1951–2000
- 1951 — Juan Machuca, ex-futebolista chileno.
- 1952
  - William Boyd, escritor e roteirista ganês-britânico.
  - Lynn Swann, ex-jogador de futebol americano, comentarista esportivo e político estado-unidense.
  - Jacques-Rémy Girerd, diretor, roteirista e escritor francês.
  - Dominique Mamberti, cardeal francês.
- 1953
  - Dagomir Marquezi, escritor, roteirista e jornalista brasileiro.
  - Anthony Carmona, político trinitário.
  - Kenny Aronoff, baterista norte-americano.
- 1954
  - Janusz Dobrosz, político polonês.
  - Guido Zendron, religioso brasileiro.
  - Cláudio Curi, ator e cantor brasileiro.
  - Rosanah Fienngo, cantora brasileira.
- 1955
  - Alwaleed Bin Talal Alsaud, bilionário e empresário saudita.
  - Papa Winnie, cantor são-vicentino.
- 1956 — Bryan Cranston, ator, diretor e produtor americano.
- 1957
  - Robert Harris, jornalista e escritor britânico.
  - Mark Richards, surfista australiano.
  - Maurizio Arrivabene, empresário e dirigente esportivo italiano.
- 1958
  - Rik Mayall, comediante, ator e roteirista britânico (m. 2014).
  - Hélio dos Anjos, treinador de futebol brasileiro.
- 1959
  - Donna Murphy, atriz e cantora americana.
  - Luciano Spalletti, treinador de futebol italiano.
- 1960
  - Joe Carter, ex-jogador de beisebol e comentarista esportivo americano.
  - Ivan Lendl, ex-tenista e treinador de tênis tcheco.
  - Jozef Chovanec, ex-futebolista e treinador de futebol tcheco.
- 1961
  - Warrel Dane, músico estado-unidense (m. 2017).
  - Ronnie Brunswijk, político e empresário surinamês.
  - Nicolas Dupont-Aignan, político francês.
  - Domingos Maracanã, ex-jogador de vôlei brasileiro.
- 1962
  - Taylor Dayne, cantora, compositora e atriz americana.
  - Djalma Vando Berger, político brasileiro.
  - Nurfitriyana Saiman, ex-arqueira indonésia.
  - Giba, futebolista e treinador de futebol brasileiro (m. 2014).
  - Améleté Abalo, treinador de futebol togolês (m. 2010).
- 1963
  - E. L. James, escritora britânica.
  - Marconi Perillo, político brasileiro.
  - Luca Fusi, ex-futebolista e treinador de futebol italiano.
- 1964
  - Bret Easton Ellis, escritor e roteirista estado-unidense.
  - José Carlos Malato, apresentador de televisão e locutor português.
  - Luís Carlos Tóffoli, futebolista brasileiro (m. 2016).
  - Wanda Sykes, comediante, atriz e roteirista estado-unidense.
- 1965
  - Steve Beuerlein, ex-jogador de futebol americano e comentarista esportivo estado-unidense.
  - Jesper Parnevik, golfista sueco.
- 1966
  - Mauro Gozzo, ex-beisebolista estado-unidense.
  - Atsushi Sakurai, cantor e compositor japonês.
- 1967
  - Ai Yazawa, escritora e ilustradora japonesa.
  - Yevgeniy Kornyukhin, ex-futebolista russo.
  - Muhsin Al-Ramli, escritor, poeta, tradutor e acadêmico iraquiano.
- 1968 — Jeff Kent, ex-beisebolista americano.
- 1969
  - Hideki Noda, ex-automobilista japonês.
  - Valentin Kononen, ex-atleta finlandês.
  - Dionysius Sebwe, ex-futebolista liberiano.
- 1970
  - Janne Tolsa, músico finlandês.
  - Rachel Weisz, atriz e produtora anglo-americana.
  - Andy Blankenbuehler, dançarino e coreógrafo estado-unidense.
  - Alex O'Brien, ex-tenista norte-americano.
  - Nathalie Lancien, ex-ciclista francesa.
- 1971
  - Peter Sarsgaard, ator estado-unidense.
  - Matthew Vaughn, diretor, produtor e roteirista britânico.
  - Tal Banin, ex-futebolista e treinador de futebol israelense.
- 1972 — Jang Dong-gun, ator e cantor sul-coreano.
- 1973
  - Rafael Ilha, cantor e compositor brasileiro.
  - Jason Bright, automobilista australiano.
  - Tomasz Kłos, ex-futebolista polonês.
  - Sébastien Izambard, tenor e produtor musical francês.
  - Ray Parlour, ex-futebolista britânico.
  - Paulo Simões, ex-futebolista português.
  - Faysal Ben Ahmed, ex-futebolista tunisiano.
  - César Farías, treinador de futebol venezuelano.
  - Laurent Gané, ex-ciclista francês.
- 1974
  - Jenna Fischer, atriz estado-unidense.
  - Krizz Kaliko, rapper estado-unidense.
  - Facundo Sava, ex-futebolista e treinador de futebol argentino.
  - Tobias Menzies, ator britânico.
- 1975
  - Chad Gabriel, ator estado-unidense.
  - T. J. Thyne, ator estado-unidense.
- 1976 — Chelsea Charms, modelo estado-unidense.
- 1977
  - Ronan O'Gara, ex-jogador e treinador de rúgbi irlandês.
  - Evando Camillato, ex-futebolista e treinador de futebol brasileiro.
  - Gianluca Grava, ex-futebolista italiano.
  - Paul Cattermole, cantor e ator britânico (m. 2023).
  - Vinícius Conceição da Silva, ex-futebolista brasileiro.
- 1978
  - Ben Templesmith, artista comercial australiano.
  - Azis, cantor búlgaro.
- 1979
  - Arlindo Lopes, ator brasileiro.
  - Rodrigo Braña, ex-futebolista argentino.
  - Amanda Somerville, cantora e compositora estado-unidense.
  - Danilo Gerlo, ex-futebolista argentino.
  - Andy Griffin, ex-futebolista britânico.
- 1980
  - Murat Boz, cantor e compositor turco.
  - Felipe Andreoli, músico brasileiro.
  - Laura Prepon, atriz estado-unidense.
  - Fabiana Alvim, ex-jogadora de vôlei brasileira.
  - Elisabete Tavares, ex-atleta portuguesa.
- 1981
  - Kanga Akalé, ex-futebolista costa-marfiniano.
  - Rica Peralejo, atriz, cantora e apresentadora filipina.
  - Adriano Magrão, ex-futebolista brasileiro.
- 1982
  - Diogo Silva, ex-lutador de taekwondo brasileiro.
  - Marc Planus, ex-futebolista francês.
- 1983
  - Manucho, futebolista angolano.
  - Sebastián Viera, futebolista uruguaio.
  - Maximiliano Richeze, ciclista argentino.
  - Greta Lee, atriz americana.
- 1984
  - Mathieu Flamini, ex-futebolista e empresário francês.
  - Dani Woodward, atriz estado-unidense.
  - Coutinho, futebolista brasileiro (m. 2020).
  - Douglas da Silva, ex-futebolista brasileiro.
- 1985
  - Pablo Alberto Lucatelli, ciclista brasileiro.
  - Kamil Zayatte, ex-futebolista guineense.
  - Maciej Bodnar, ciclista polonês.
  - Pipico, futebolista brasileiro.
- 1986
  - Carlos Blanco, egiptólogo e filósofo espanhol.
  - Olesya Rulin, atriz estado-unidense.
- 1987
  - Hatem Ben Arfa, ex-futebolista francês.
  - Miloš Krstić, futebolista sérvio.
- 1988
  - Emir Bajrami, futebolista sueco.
  - Valentina Shevchenko, lutadora quirguiz.
- 1989
  - André Carvalhas, ex-futebolista português.
  - Gerald Anderson, ator e modelo filipino.
  - Erwin Nguéma Obame, futebolista gabonês
  - Hurricane Chris, rapper estado-unidense.
- 1992
  - Silvia Vanessa Ponce de León Sánchez, modelo mexicana.
  - Justin Kelly, ator canadense.
- 1993
  - Antonio Carlos Capocasali, futebolista brasileiro.
  - André Biyogo Poko, futebolista gabonês.
  - Gilberto Moraes Junior, futebolista brasileiro.
  - Denisa Šátralová, tenista tcheca.
  - Jackson Irvine, futebolista australiano.
- 1994
  - Igor Lichnovsky, futebolista chileno.
  - An-Sophie Mestach, ex-tenista belga.
  - Eddie Afonso, futebolista angolano.
  - Chase Kalisz, nadador estado-unidense.
  - Ratu Nakalevu, futebolista fijiano.
  - Ryō Hirakawa, automobilista japonês.
  - Jordan Pickford, futebolista britânico.
  - Benjamin Perry, ciclista canadense.
- 1995
  - Haley Lu Richardson, atriz estado-unidense.
  - Endrick Parafita, futebolista malaio-brasileiro.
- 1996
  - Marc García, jogador de basquete espanhol.
  - Cierra Runge, nadadora norte-americana.
- 1997 — Bruno Rodrigues, futebolista brasileiro.
- 1998 — Amanda Gorman, poetisa e ativista americana.
- 1999
  - Ronald Araújo, futebolista uruguaio.
  - Tyrese Martin, jogador de basquete norte-americano.

### Século XXI
- 2002
  - Juan Santos da Silva, futebolista brasileiro.
  - Meg Harris, nadadora australiana.
- 2003 — Igor Jesus, futebolista brasileiro.
- 2005 — Cian Shields, automobilista britânico.
- 2006 — Jorrel Hato, futebolista neerlandês.

## Mortes

### Anteriores ao século XIX
- 0161 — Antonino Pio, imperador romano (n. 86).
- 0413 — Heracliano, político romano (n. ?).
- 1274 — Tomás de Aquino, padre e filósofo italiano (n. 1225).
- 1291 — Arghun Khan, governante do Ilcanato (n. 1258).
- 1517 — Maria de Aragão e Castela, Rainha de Portugal (n. 1482).
- 1550 — Guilherme IV da Baviera, nobre alemão (n. 1493).
- 1578 — Margarida Douglas, nobre inglesa (n. 1515).
- 1625 — Johann Bayer, advogado e cartógrafo alemão (n. 1572).
- 1721 — Francisco de São Jerônimo, religioso português (n. 1638).
- 1724 — Papa Inocêncio XIII (n. 1655).
- 1738 — Garcia Rodrigues Pais, sertanista brasileiro (n. ?).
- 1748 — Isabel Teresa de Lorena, princesa de Epinoy (n. 1664).
- 1767 — Jean-Baptiste Le Moyne de Bienville, político canadense (n. 1680).
- 1786 — Franz Benda, compositor e violinista alemão (n. 1709).

### Século XIX
- 1809
  - Jean-Pierre Blanchard, inventor francês (n. 1753).
  - Johann Georg Albrechtsberger, músico e compositor austríaco (n. 1735).
- 1810 — Cuthbert Collingwood, almirante britânico (n. 1750).
- 1815 — Francesco Bartolozzi, artista italiano (n. 1725).
- 1863 — Sebastião do Rego Barros, militar e político brasileiro (n. 1803).
- 1872 — Carl Jaenisch, enxadrista russo (n. 1813).
- 1874 — Nicolau Anastácio de Bettencourt, político e filantropo português (n. 1810).
- 1875
  - Arthur Helps, historiador britânico (n. 1813).
  - John Edward Gray, zoólogo britânico (n. 1800).
- 1887 — José Tristão da Cunha Silveira de Bettencourt, militar português (n. 1825).
- 1891 — Franc Miklošič, filólogo esloveno (n. 1813).
- 1894 — Abraham Baer, cantor e compositor alemão (n. 1834).
- 1897 — Harriet Ann Jacobs, abolicionista e escritora americana (n. 1813).
- 1898 — Joaquim da Costa Cascais, militar, poeta e dramaturgo português (n. 1815).

### Século XX
- 1904 — Ferdinand André Fouqué, geólogo e petrólogo francês (n. 1828).
- 1922 — Axel Thue, matemático norueguês (n. 1863).
- 1931
  - Theo van Doesburg, artista plástico, poeta e arquiteto neerlandês (n. 1883).
  - Juvenal Galeno, escritor brasileiro (n. 1836).
  - Akseli Gallen-Kallela, pintor finlandês (n. 1865).
- 1932 — Aristide Briand, jornalista e político francês, ganhador do Prêmio Nobel (n. 1862).
- 1934 — George Frederick Leycester Marshall, entomólogo britânico (n. 1843).
- 1937 — Paul Bekker, crítico musical alemão (n. 1882).
- 1938 — Andréas Michalakópulos, político grego (n. 1876).
- 1939 — Joseph Wesley Flavelle, empresário canadense (n. 1858).
- 1941
  - Günther Prien, militar alemão (n. 1908).
  - Manuel Vilar, religioso português (n. 1903).
- 1942 — Lucy Parsons, anarquista estado-unidense (n. 1853).
- 1944 — Emanuel Ringelblum, historiador, político e escritor polonês (n. 1900).
- 1945 — Robert-Hugues Lambert, ator francês (n. 1908).
- 1948 — Clementino do Monte, político brasileiro (n. 1859).
- 1952 — Paramahansa Yogananda, guru e filósofo indiano (n. 1893).
- 1953 — Juan Brüggen Messtorff, geólogo alemão (n. 1887).
- 1954 — Otto Paul Hermann Diels, químico e acadêmico alemão, ganhador do Prêmio Nobel (n. 1876).
- 1957 — Wyndham Lewis, pintor e crítico britânico (n. 1882).
- 1959
  - Arthur Cecil Pigou, economista britânico (n. 1877).
  - Ichirō Hatoyama, político japonês (n. 1883).
- 1964 — Carlos Gouveia Coelho, religioso brasileiro (n. 1907).
- 1965 — Luísa Mountbatten rainha consorte da Suécia (n. 1889).
- 1967 — Alice B. Toklas, escritora americana (n. 1877).
- 1971
  - Richard Montague, matemático e filósofo americano (n. 1930).
  - Erich Abraham, militar alemão (n. 1895).
- 1975 — Mikhail Bakhtin, filósofo e crítico russo (n. 1895).
- 1978
  - Lourenço de Jesus Maria José Vaz de Almada, político e historiador português (n. 1897).
  - Salvatore Greco, criminoso italiano (n. 1923).
- 1982 — Ida Barney, astrônoma, matemática e acadêmica americana (n. 1886).
- 1983 — Igor Markevitch, maestro e compositor ucraniano (n. 1912).
- 1986
  - Jacob K. Javits, coronel e político americano (n. 1904).
  - Anísio Botelho, militar brasileiro (n. 1908).
- 1988
  - Divine, drag queen e ator americano (n. 1945).
  - Edmund Berkeley, cientista estado-unidense (n. 1909).
- 1990
  - Sidney Gottlieb, químico e teórico americano (n. 1918).
  - Luís Carlos Prestes, militar e político brasileiro (n. 1898).
  - Newton Teixeira, compositor brasileiro (n. 1916).
- 1992 — Paulo Machado de Carvalho, empresário brasileiro (n. 1901).
- 1997
  - Edward Mills Purcell, físico e acadêmico americano, ganhador do Prêmio Nobel (n. 1912).
  - José Lafayette Ferreira Álvares, religioso brasileiro (n. 1903).
- 1998 — Leonie Rysanek, soprano austríaca (n. 1926).
- 1999
  - Antônio Houaiss, escritor, tradutor, crítico, diplomata e filólogo brasileiro (n. 1915).
  - Stanley Kubrick, diretor, produtor e roteirista estado-unidense (n. 1928).
- 2000 — William Donald Hamilton, biólogo britânico (n. 1936).

### Século XXI
- 2001 — Frankie Carle, líder da banda e pianista estadunidense (n. 1903).
- 2003 — Giovanni Gallo, religioso brasileiro (n. 1927).
- 2004
  - Paul Winfield, ator estado-unidense (n. 1939).
  - Nicolae Cajal, médico, político e filantropo romeno (n. 1919).
- 2005
  - John Box, designer de produção e diretor de arte britânico (n. 1920).
  - Debra Hill, roteirista e produtora estadunidense (n. 1950).
- 2006
  - Gordon Parks, fotógrafo, diretor e compositor estadunidense (n. 1912).
  - Ali Farka Touré, cantor, compositor e violonista malinês (n. 1939).
- 2008 — Isaías Carrasco, político espanhol (n. 1964).
- 2009 — Tullio Pinelli, roteirista italiano (n. 1908).
- 2010
  - Leonardo, cantor brasileiro (n. 1938).
  - Patrick Topaloff, ator francês (n. 1944).
- 2012 — Włodzimierz Smolarek, futebolista e treinador polonês (n. 1957).
- 2013
  - Peter Banks, guitarrista e compositor britânico (n. 1947).
  - Damiano Damiani, diretor e roteirista italiano (n. 1922).
- 2020 — Mart Crowley, escritor norte-americano (n. 1935).
- 2021 — Fabio Brunelli, jornalista, apresentador e escritor brasileiro (n. 1969).
- 2024 — Steve Lawrence, cantor e ator estadunidense (n. 1935).

## Feriados e eventos cíclicos

### Internacional
- Dia do Professor - Albânia
- Dia da Democracia - Palestina

### Brasil
- Dia do fuzileiro naval
- Dia do Paleontólogo
- Dia Nacional da Advocacia Pública
- Aniversário do município de Pirangi - SP

### Cristianismo
- Ardo Esmaragdo
- Maria Antônia de San José
- Perpétua e Felicidade
- Teresa Margarida Redi

## Outros calendários
- No calendário romano era o dia das nonas de março.
- No calendário litúrgico tem a letra dominical C para o dia da semana.
- No calendário gregoriano a epacta do dia é xxiv.